# Feuerwehr in Barbados

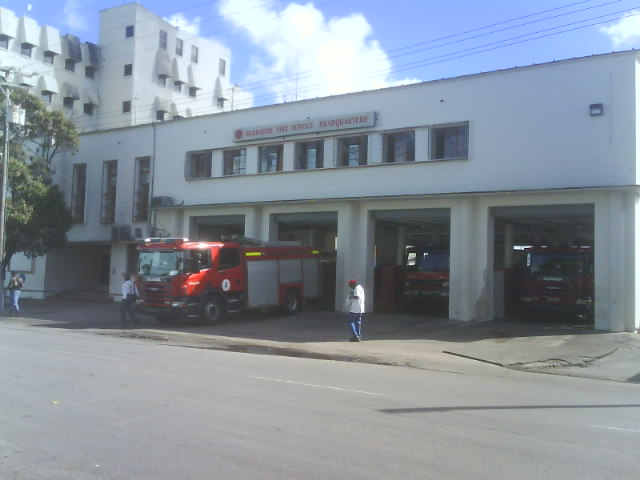
Hauptfeuerwehrwache in Bridgetown 2010

Die Feuerwehr in Barbados besteht aus rund 200 Berufsfeuerwehrleuten. Freiwillige Feuerwehrleute gibt es in Barbados nicht.

## Allgemeines
In Barbados bestehen sechs Feuerwachen und Feuerwehrhäuser, in denen 13 Löschfahrzeuge und zwei Drehleitern bzw. Teleskopmaste für Feuerwehreinsätze bereitstehen. Insgesamt sind 214 Berufsfeuerwehrleute im Feuerwehrwesen tätig.

## Geschichte
In der früheren Zeit wurden Brände auf Barbados mit von Pferden gezogenen Wasserkarren bekämpft, und in ländlichen Gemeinden wurden sie von den „Eimerbrigaden“ bekämpft. Bis zum Jahr 1840 wurde die „Bridgetown Fire Company“ mit einem Corporal und 15 Männern unter dem Kommando des Generalinspektors (Kolonialbehörde) gegründet. Ein Jahr später verabschiedete das House of Assembly Gesetze, die es Polizisten in Holetown, Speightstown und Bridgetown ermöglichten, Mitglieder der Bridgetown Fire Company zu werden. Das Anwesen „Club Willow“ in Bridgetown wurde 1950 erworben und zur neuen Feuerwache etabliert.
Die Barbados Fire Brigade, die aus einem Standort bestand, wurde im April 1955 durch ein Gesetz des Parlaments gegründet. Ihr Name wurde anschließend 1960 in Barbados Fire Service geändert. Hierdurch wurde die Einheit um 26 Feuerwehrleute erweitert. Major Albert George Bradford wurde am 15. April 1955 zum Superintendenten ernannt, wodurch die Feuerwehr unter seiner ausschließlichen Autorität als Chief Fire Officer gestellt wurde.
Die Feuerwehr bestand in dieser Zeit aus einem Fuhrpark und einer Anzahl von Geräten, nämlich einer Dennis Pump Escape, zwei Dennis Water Tenders mit 600 Gallonen, einer Merryweather Pump, einem Austin Water Tender mit 350 Gallonen und zwei Trailer Pumps. Im Jahr 1957 übernahm die Feuerwehr auch die Verwaltung der Flughafenfeuerwache, die zuvor von der Zivilluftfahrtbehörde verwaltet wurde und sich speziell um die Feuerwehr- und Rettungsdienste am ehemaligen Flughafen Seawell kümmerte. In den Jahren 1958 bis 1961 wurden drei weitere Feuerwachen in Worthing, St. James und St. John eröffnet. Bis Ende 1961 war die Anzahl der Feuerwehrleute bereits auf 87 gestiegen. Im Jahr 1979 begrüßte die Feuerwehr in Barbados ihre ersten weiblichen Mitglieder; sechs Frauen schlossen sich den Reihen an.

## Feuerwehrorganisation
Die nationale Feuerwehrorganisation The Barbados Fire Service repräsentiert die barbadischen Feuerwehren.

### Amtsbezeichnungen
| Amtsbezeichnung | Chief Fire Officer | Deputy Chief Fire Officer | Divisional Officer | Station Officer | Sub Officer | Leading Fire Officer | Fire Officer |
| Amtskennzeichen |                    |                           |                    |                 |             |                      |              |
| Quellen:        | [ 3 ] [ 4 ]        | [ 3 ] [ 4 ]               | [ 3 ] [ 4 ]        | [ 3 ] [ 4 ]     | [ 3 ] [ 4 ] | [ 3 ] [ 4 ]          | [ 3 ] [ 4 ]  |